# حصار سربرينيتسا
حصار سربرينيتسا كان حصاراً استمر ثلاث سنوات لمدينة سربرينيتسا في شرق البوسنة والهرسك واستمر من أبريل 1992 إلى يوليو 1995 أثناء حرب البوسنة والهرسك. تعرضت البلدة في البداية للهجوم من قبل جيش يوغوسلافيا الشعبي وميليشيا المتطوعين الصرب وتم تطويق المدينة من قبل جيش جمهورية صرب البوسنة في مايو 1992 مما بدأ حصارا وحشيا كان من المفترض أن يستمر حتى نهاية حرب البوسنة والهرسك. في يونيو 1995 غادر قائد جيش جمهورية البوسنة والهرسك في الجيب ناصر أوريتش سربرينيتسا وفر إلى بلدة توزلا. وحل محله بعد ذلك نائبه الرائد رامز بشيروفيتش.
في يوليو 1995 سقطت سربرينيتسا في أيدي القوات المشتركة لجمهورية صرب البوسنة والعديد من التشكيلات شبه العسكرية التي تضمنت مئات المتطوعين اليونانيين والروس في ما أطلق عليه اسم عملية كريفايا 95. أدت المذبحة اللاحقة لسكان البلدة من الذكور إلى مقتل أكثر من 8000 رجل وصبي من البوسنيين وتعتبر أكبر جريمة قتل جماعي في أوروبا منذ نهاية الحرب العالمية الثانية. وحكمت المحاكم الجنائية الدولية على أنها جريمة إبادة جماعية. ونتيجة لذلك أدانت المحكمة الجنائية الدولية ليوغوسلافيا السابقة الجنرال في جيش جمهورية صرب البوسنة راديسلاف كرستيتش بارتكاب جرائم القتل والاضطهاد والمساعدة والتحريض على الإبادة الجماعية بينما أدين الجنرال زدرافكو توليمير بارتكاب جريمة الإبادة الجماعية. كلا الرجلين حُكم عليهما بالسجن مدى الحياة. إحدى لوائح الاتهام ضد راتكو ملاديتش قائد جيش جمهورية صرب البوسنة أثناء الحرب تتعلق بمذبحة سربرينيتسا. وأدين ناصر أوريتش قائد القوات البوسنية في الجيب بالفشل في منع إساءة معاملة سجناء جيش جمهورية صرب البوسنة المحتجزين في سربرينيتسا بين سبتمبر 1992 ومارس 1993. ومع ذلك تم إلغاء إدانته في عام 2008.

## الخلفية
سربرينيتسا هي مدينة تعدين صغيرة في شرق البوسنة والهرسك تبعد حوالي خمسة عشر كيلومترا عن الحدود الصربية. وفقا لإحصاء أُجري في عام 1991 كان يعيش 36000 شخص في بلدية سربرينيتسا بما في ذلك 25000 من المسلمين البوسنيين (أو البوشناق) و 8500 من الصرب. يُظهر هذا الرقم أن حوالي 75 في المائة من سكان البلدية كانوا من البوشناق وحوالي 25 في المائة كانوا من الصرب. كانت بلدة سربرينيتسا نفسها مأهولة من قبل 9000 شخص عندما أعلنت البوسنة والهرسك استقلالها عن جمهورية يوغوسلافيا الاشتراكية الاتحادية في عام 1992. في يناير من ذلك العام تم إعلان دولة صرب البوسنة والهرسك قبل استفتاء 29 فبراير - 1 مارس على الاستقلال. في وقت لاحق أعيدت تسميتها إلى جمهورية صرب البوسنة وطورت جيشها الخاص عندما انسحب جيش يوغوسلافيا الشعبي من كرواتيا وسلم أسلحته ومعداته و 55000 جندي إلى جيش جمهورية صرب البوسنة الذي تم إنشاؤه حديثا. بحلول 1 مارس أقام جيش جمهورية صرب البوسنة حواجز في سراييفو وأماكن أخرى وفي وقت لاحق من ذلك الشهر بدأت مدفعية جيش جمهورية صرب البوسنة في قصف مدينة بوسانسكي برود. بحلول 4 أبريل تم قصف سراييفو. في مايو 1992 أصبحت القوات البرية لدولة صرب البوسنة والهرسك تعرف رسميا باسم جيش جمهورية صرب البوسنة. بحلول نهاية عام 1992 سيطر جيش جمهورية صرب البوسنة على سبعين بالمائة من البوسنة والهرسك.
عند اندلاع الحرب تعرض شرق البوسنة والهرسك وهي منطقة ذات أغلبية بوسنية قبل الحرب لعمليات تطهير عرقي والعديد من الفظائع التي تضمنت القتل والاغتصاب على نطاق واسع والنهب والترحيل القسري من قبل القوات الصربية والقوات شبه العسكرية. جرت هذه العمليات في جميع أنحاء بلديات سربرينيتسا وفلاسينيتشا وروجاتيكا وبراتوناك وفيزيغراد وزفورنيك وفوتشا وكان الغرض من هذه العمليات هو إنشاء أرض متجاورة في شرق البوسنة والهرسك يسيطر عليها الصرب ولها حدود مشتركة مع صربيا تقع في قلب ما يعتبره صرب البوسنة والهرسك أراضيهم وقد تم الاستيلاء على سربرينيتسا من قبل ميليشيا المتطوعين الصرب شبه العسكرية في 18 أبريل 1992. وبحسب أحد الشهود فإن «عمليات القتل المنظم للسكان المسلمين بدأت» في 21 أبريل. في 6 مايو اندلعت معركة استمرت يومين بين القوات الصربية والمسلمة في المدينة. ناصر أوريتش العضو السابق في وزارة الشؤون الداخلية الصربية والحارس الشخصي السابق للرئيس الصربي سلوبودان ميلوسيفيتش تولى بعد ذلك السيطرة على سربرينيتسا بعد مساعدة القوات البوسنية المحلية في قيادة ميليشيا المتطوعين الصرب والوحدات شبه العسكرية الصربية الأخرى من المدينة بحلول 8 مايو. قُتل غوران زيكيتش زعيم السكان الصرب في البلدية في القتال. في يونيو أنشأ السكان المسلمون في سربرينيتسا «مجلس حرب» محليا. بحلول ديسمبر 1992 تمكنوا من السيطرة على ما يصل إلى 95 بالمائة من بلدية سربرينيتسا ونصف بلدية براتوناك المجاورة. بحلول هذا الوقت كانت قوات أوريتش قد أقامت جيبا للبوشناق يبلغ طوله ستين كيلومترا امتد من شيبا في الجنوب إلى قرية كامينيكا في الشمال ولكن فقط لتكون محاصرة وبحاجة ماسة إلى الطعام بحلول فبراير 1993 بينما نما عدد سكان الجيب إلى ما يقرب من 40.000 حيث لجأ اللاجئون من البلدات والقرى المطهرة عرقيا المحيطة بالمدينة. في الواقع لم يكن معظم سكان الجيب في الأصل من سربرينيتسا ولكن من جميع أنحاء شرق البوسنة والهرسك أو بودريني.

## الحصار
على حد تعبير المحكمة الجنائية الدولية ليوغوسلافيا السابقة:
في شهادته للمحكمة الجنائية الدولية ليوغوسلافيا السابقة روى رئيس استخبارات جيش جمهورية صرب البوسنة مومير نيكوليتش كيف صدرت تعليمات لقوات صرب البوسنة بجعل الحياة في سربرينيتسا لا تطاق من أجل حث سكانها المدنيين على «المغادرة بأعداد كبيرة في أسرع وقت ممكن مدركين أنهم لا يستطيعون البقاء هناك». وكجزء من هذا أقر نيكوليتش بأن المدنيين مستهدفون وأن المساعدات الإنسانية تم حظرها بينما تم إيقاف الوقود والغذاء والإمدادات الأخرى لقوات حفظ السلام التابعة للأمم المتحدة بحيث «لا يمكن أن يكونوا مستعدين للقتال».
في حين تمتع صرب البوسنة والهرسك بالتفوق العسكري إلا أن البوشناق كانوا يفوقونهم عددا حيث تبنوا نوعا من حرب العصابات والتي كانت ناجحة جدا في النصف الثاني من عام 1992 وحتى أوائل عام 1993. في محاولة للضغط إلى الخارج شن أوريتش ورجاله سلسلة من المداهمات ضد القرى الصربية البعيدة أو التي طرد منها البوشناق سابقا بدعوى الاستيلاء على المواد الغذائية والأسلحة والذخيرة والمعدات العسكرية ولكن أيضا لمعاقبة السكان الصرب المحليين لمضايقات جيش جمهورية صرب البوسنة للجيب. خلال هذه الأحداث ارتكبت القوات البوسنية انتهاكات واضحة للقانون الإنساني ضد السكان صرب البوسنة والهرسك وخاصة في الفترة من مايو 1992 إلى يناير 1993. ووقعت أبرز هذه الانتهاكات في 7 يناير 1993 عندما هاجم رجال أوريتش قرية كرافيكا الصربية المتاخمة لجيب سربرينيتسا. وقتل في الهجوم 43 صربيا بينهم 13 مدنيا. دمرت قوات أوريتش العديد من القرى التي سقطت في أيديها أثناء الحصار وقتلت ربما 1000 جندي ومدني صربي في حين أن عدد القتلى من الجنود الصرب غير معروف فإن مركز البحوث والتوثيق وهو منظمة قامت بتجميع هو السجل الأكثر شمولا للوفيات خلال حرب البوسنة والهرسك حيث أثبت أن 158 مدنيا صربيا لقوا حتفهم في بلدية سربرينيتسا أثناء الحرب بينما توفي 127 آخرون في بلدية براتوناك. في تقرير سابق خلص التقرير إلى مقتل 119 مدنيا صربيا و 424 جنديا في بلدية براتوناك. نزح آلاف آخرون بسبب مثل هذه الهجمات التي أدت إلى تدمير ما لا يقل عن 50 مستوطنة صربية بحسب المحكمة الجنائية الدولية ليوغوسلافيا السابقة. بالإضافة إلى ذلك تعرضت أراضي جمهورية يوغوسلافيا الاتحادية للقصف من قبل جيش جمهورية البوسنة والهرسك.
في يناير 1993 أطلق جنود جيش جمهورية البوسنة والهرسك نيران الرشاشات على عشرات المدنيين الصرب الفارين من قرية سكلاني. في فبراير 1993 اقترح وفد من سربرينيتسا كان يزور سراييفو قتل صرب سراييفو مقابل كل بوسني يقتل في سربرينيتسا. في هذا الوقت وصل جيب سربرينيتسا إلى ذروته البالغة 900 كيلومتر مربع على الرغم من أنه لم يتم ربطه أبدا بالمنطقة الرئيسية من الأراضي التي يسيطر عليها البوسنيون في الغرب وظل «جزيرة معرضة للخطر وسط الأراضي التي يسيطر عليها الصرب». ردا على ذلك شن جيش جمهورية صرب البوسنة العديد من العمليات ضد البلدة. في مارس 1993 أمر الجنرال راتكو ملاديتش من جيش جمهورية صرب البوسنة قوات صرب البوسنة والهرسك التي تحاصر المدينة بشن هجوم مضاد واسع النطاق. أسفر الهجوم عن سيطرة صرب البوسنة والهرسك على 80٪ من أراضي جيب سربرينيتسا التي كانت تحت سيطرة الفرقة 28 من جيش جمهورية البوسنة والهرسك. لكن جيش جمهورية صرب البوسنة اضطر إلى وقف هجومه بعد أن أصدر مجلس الأمن التابع للأمم المتحدة القرار رقم 819 الذي دعا إلى إجراء محادثات بين القيادة العسكرية البوسنية وصرب البوسنة والهرسك ونزع عسكرة سربرينيتسا التي أُعلنت «منطقة آمنة». ومع ذلك وبسبب التفسيرات المختلفة للقرار لم يتم نزع سلاح سربرينيتسا أبدا. وبدلا من ذلك كانت محاطة بقوة قوامها حوالي 2000 رجل من فيلق درينا في جيش جمهورية صرب البوسنة والتي واصلت سيطرتها على الجيب.

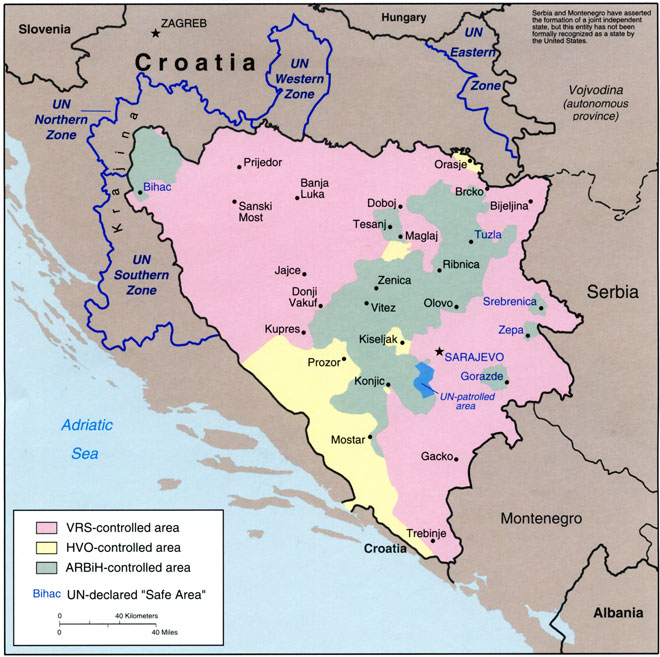
مناطق السيطرة العسكرية في البوسنة والهرسك في سبتمبر 1994؛ الجيوب البوسنية الشرقية بالقرب من الحدود الصربية.

قصف جيش جمهورية صرب البوسنة سربرينيتسا في 12 أبريل 1993 مما أسفر عن مقتل ما لا يقل عن 56 شخصا وإصابة 73 شخصا. في غضون أسابيع تضخم عدد سكان البلدة من 9000 إلى 40.000 حيث فر اللاجئون البوشناق من المناطق الريفية المحيطة. ومع ذلك لم ينهي هذا الهجوم المضاد ولا تصنيف الأمم المتحدة للمدينة على أنها «منطقة آمنة» غارات أوريتش ضد القرى الصربية المجاورة والتي استمرت بمعدل 3-4 في الأسبوع حيث كانت القوات البوسنية تبحث عن طعام لسرقته من الريف المحيط. ونتيجة لذلك حذر جيش جمهورية صرب البوسنة وحدات حفظ السلام التابعة للأمم المتحدة في سربرينيتسا من أن قوات صرب البوسنة والهرسك ستنتقم من السكان المدنيين في المدينة إذا استمرت القوات البوسنية في مهاجمة القرى الصربية. وبعد ذلك ساء الوضع في سربرينيتسا مع نفاد الطعام والماء من اللاجئين وسكان البلدة. على الرغم من ذلك سمح جيش جمهورية صرب البوسنة في بعض الأحيان فقط بالمساعدات الإنسانية للمدينة المحاصرة. في إحدى الحالات سمح جيش جمهورية صرب البوسنة بإجلاء حوالي 5000 امرأة وطفل من البوسنيين من سربرينيتسا. أثناء عمليات الإجلاء هذه تم سحق ستة أطفال حتى الموت أثناء صعودهم على متن حافلة متجهة إلى توزلا. بعد ذلك قدم جيش جمهورية صرب البوسنة عرضا من شأنه أن يسمح للأمم المتحدة بإرسال أي عدد من الشاحنات والحافلات إلى الجيب لإجلاء سكانها من البوسنيين. لكن هذا العرض قوبل بالرفض من قبل الكثيرين في الأمم المتحدة والولايات المتحدة والحكومة البوسنية الذين زعموا أن ترتيب الإخلاء من شأنه أن «يساعد في عملية التطهير العرقي».
في عام 1994 تم استبدال كتيبة حفظ السلام الكندية في سربرينيتسا بكتيبة من قوات حفظ السلام الهولندية. مع تفوق عدد جيش جمهورية صرب البوسنة وانتشاره في جميع أنحاء البلاد في شتاء 1994 رأى ملاديتش أنه سيكون من الضروري توطيد قوات صرب البوسنة والهرسك من خلال القضاء على واحدة أو أكثر من «المناطق الآمنة» التابعة للأمم المتحدة وحاميات جيش جمهورية البوسنة والهرسك الموجودة داخلها. على الرغم من أن مهاجمتهم تنتهك قرارات الأمم المتحدة إلا أن ملاديتش يعتقد أن القوات الدولية لن تواجه جيش جمهورية صرب البوسنة طالما كانت وحدات قوة الحماية التابعة للأمم المتحدة عرضة للمعاناة من خسائر فادحة واحتجاز الرهائن. أدت أزمة الرهائن اللاحقة التي تم فيها الاستيلاء على أفراد الأمم المتحدة واستخدامهم كدروع بشرية لمنع ضربات الناتو الجوية إلى تدمير مصداقية ردع الأمم المتحدة في بيهاتش وسراييفو. ثم حول ملاديتش انتباهه إلى سربرينيتسا وغورازده وشيبا التي من شأن استيلائها إطلاق سراح عدد كبير من قوات جيش جمهورية صرب البوسنة لإعادة انتشارها ضد هجوم متوقع للجيش الكرواتي وجيش جمهورية البوسنة والهرسك في غرب البوسنة والهرسك مع تعزيز مطالبة صرب البوسنة والهرسك بوادي درينا بأكمله في حالة السلام في المستقبل. نظرا لموقعهما كانت سربرينيتسا وسيبا الأكثر ضعفا في «المناطق الآمنة» التابعة للأمم المتحدة في البوسنة والهرسك في تناقض صارخ مع غورايد حيث قاومت قوات الأمم المتحدة جيش جمهورية صرب البوسنة قبل أن يتم فرضها من قبل جيش جمهورية البوسنة والهرسك.
تكثفت غارات البوشناق من البلدة في بداية عام 1995 حيث أمر جيش جمهورية البوسنة والهرسك قوات أوريتش ب«استكشاف وتعطيل وتحويل وإحباط معنويات» جنود جيش جمهورية صرب البوسنة الذين انتقموا فيما بعد بهجمات مضادة من جانبهم. في مارس 1995 أصدر رادوفان كاراديتش رئيس جمهورية صرب البوسنة التوجيه 7 الذي يحدد الاستراتيجية طويلة المدى لقوات جيش جمهورية صرب البوسنة المحيطة بسربرينيتسا وسيبا. كان الهدف من جيش جمهورية صرب البوسنة هو «استكمال الفصل المادي لسربرينيتسا عن إيبا في أقرب وقت ممكن ومنع حتى التواصل بين الأفراد في الجيبين. ومن خلال العمليات القتالية المخطط لها والمدروسة جيدا وخلق حالة لا تطاق من انعدام الأمن التام مع لا أمل لسكان سربرينيتسا في مزيد من البقاء أو الحياة». خلال هذا الوقت أمر أوريتش بقتل العديد من المعارضين السياسيين واستفاد من تهريب الإمدادات في السوق السوداء. في الليل كان رجاله يفرون من الجيب ويشاركون في تجارة غير مشروعة مع القرويين من صرب البوسنة والهرسك وكانوا في كثير من الأحيان ينهبون الريف الصربي.
في الأسبوعين الأخيرين من شهر يونيو تعرضت وحدة جيش جمهورية صرب البوسنة لكمين على بعد عشرين كيلومترا شمال غرب جيب سربرينيتسا. بحلول ذلك الوقت كان أوريتش قد نُقل بالفعل إلى بلدة توزلا التي يسيطر عليها البوسنيون ظاهريا للمشاركة في تمرين «تدريب القيادة». حل محله نائبه الرائد رامز بشيروفيتش الذي أصيب بجروح خطيرة في حادث تحطم طائرة هليكوبتر قبل شهرين وكان بالكاد قادرا على المشي. ترك رحيل أوريتش سربرينيتسا بدون قيادة فعالة. على الرغم من ذلك أمر مقر جيش جمهورية البوسنة والهرسك بشن هجوم آخر على وحدات صرب البوسنة والهرسك على طريق سراييفو - زفورنيك مساء 25-26 يونيو. وبقوة قوامها 150 رجلا تسببت القوات البوسنية في وقوع أربعين ضحية من ضحايا جيش جمهورية صرب البوسنة واستولت على أسلحة وأجهزة راديو وماشية. ثم اتصل ملاديتش بمقر الأمم المتحدة في سراييفو وأشار إلى أنه لن يتسامح بعد الآن مع التوغلات البوسنية في ريف صرب البوسنة والهرسك. وردت قوات صرب البوسنة والهرسك بقصف سربرينيتسا مما دفع البوشناق للرد بأن جيش جمهورية صرب البوسنة كان يقصف مرة أخرى منطقة آمنة تابعة للأمم المتحدة.

## سقوط سربرينيتسا

### عملية كريفايا 95
عملية كريفايا 95 كانت اسما رمزيا لعملية عسكرية أطلقها جيش جمهورية صرب البوسنة ضد تشكيلات من جيش جمهورية البوسنة والهرسك في جيب الأمم المتحدة في سربرينيتسا. بدأت العملية في 6 يوليو 1995 وأنهت حصار البلدة الذي دام ثلاث سنوات وأعقبتها مذبحة سربرينيتسا التي حكمت المحاكم الدولية بأنها جريمة إبادة جماعية.
في أواخر يونيو 1995 اتخذ راتكو ملاديتش قرارا بشن هجوم على سربرينيتسا والتي تشير الأدلة إلى أنها كانت دائما جزءا من استراتيجيته طويلة المدى. ومع ذلك لم يتوقع الصرب أن تكون سربرينيتشا غزوا سهلا. مع 100 عضو من ميليشيا المتطوعين اليونانيين جنبا إلى جنب مع 2000-3000 تعزيزات و 200-300 من أفراد ميليشيا المتطوعين الصرب لم يكن بوسع صرب البوسنة والهرسك حشد 4000-5000 رجل تقريبا للهجمات ضد سربرينيتسا وسيبا. ومن بين هؤلاء قُدر أن 2000 فقط سيشاركون في عملية الاستيلاء على سربرينيتسا في يوليو 1995. البوشناق ليسوا مسلحين جيدا مثل خصومهم كانت لديهم قوة عسكرية قوامها 6000 رجل داخل البلدة وحوالي ثلثهم أو نصفهم مسلحون. 1500 منهم جنود محترفون و 1500 من رجال الميليشيات المسلحين. كما كان في المدينة 570 جنديا خفيفا من قوات حفظ السلام من الكتيبة الهولندية.

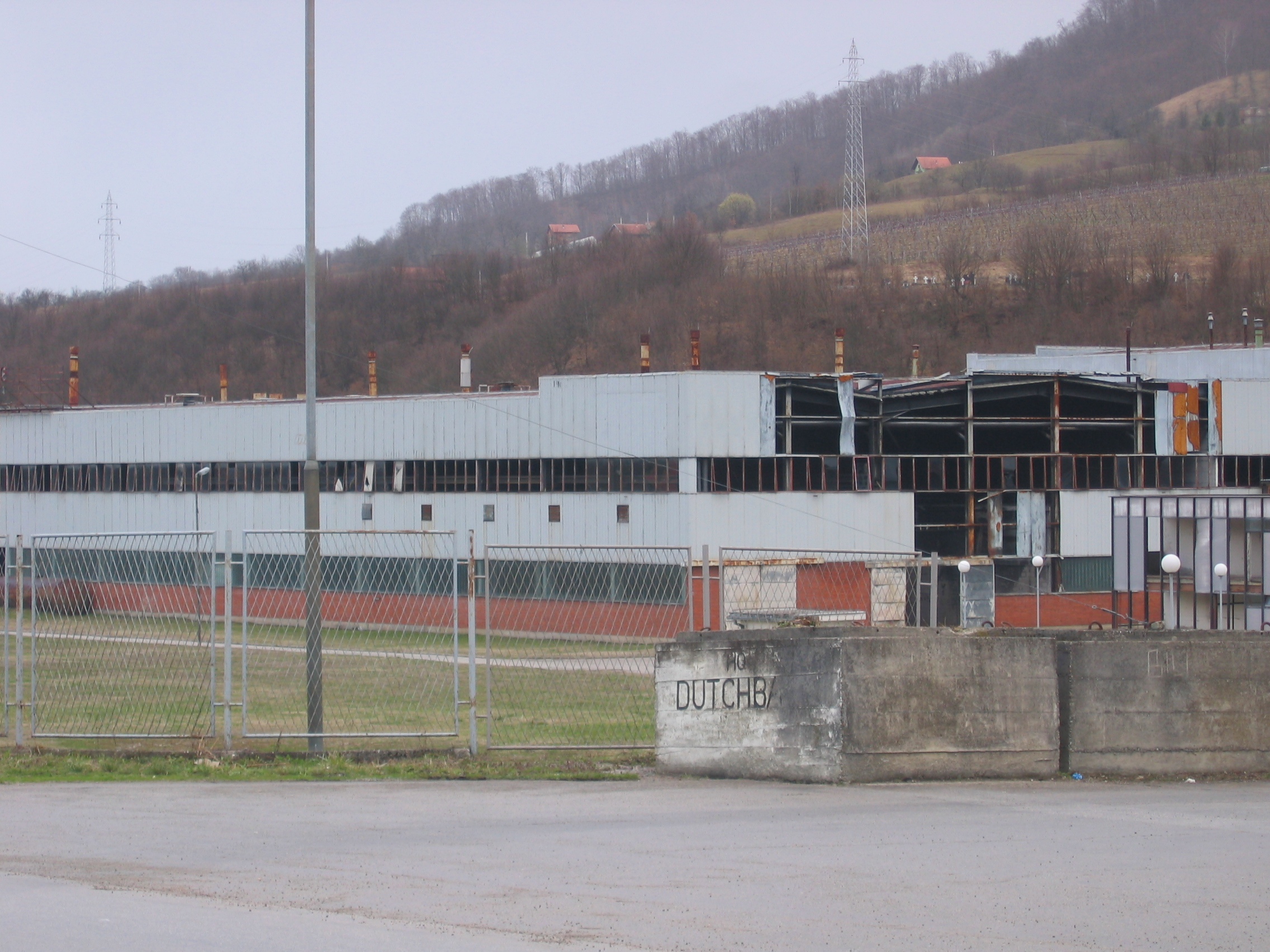
المجمع الذي كان بمثابة المقر الرئيسي للكتيبة الهولندية في دونيي بوتوتشاري.

في 2 يوليو وقع اللواء ميلينكو زيفانوفيتش قائد فيلق درينا في جيش جمهورية صرب البوسنة آنذاك على أمرين يحددان الخطط لشن هجوم على المنطقة المحمية للأمم المتحدة في سربرينيتسا التي تحمل الاسم الرمزي كريفايا 95. كان الهدف من العملية هو مهاجمة جيش جمهورية صرب البوسنة للجيب والقضاء عليه بشكل فعال. إلى جانب الشرطة والوحدات شبه العسكرية من كل من جمهورية صرب البوسنة ويوغوسلافيا بالإضافة إلى المتطوعين اليونانيين والروس بدأ جيش جمهورية صرب البوسنة بمهاجمة نقاط مختلفة في الطرف الجنوبي من جيب سربرينيتسا في 6 يوليو. قصفت قوات جيش جمهورية صرب البوسنة التي كان عددها 1500 في المراحل الأولى من الهجوم سلسلة من نقاط المراقبة الهولندية في الجزء الجنوبي من الجيب مما أجبر قوات حفظ السلام الهولندية المتمركزة هناك على الفرار. من ناحية أخرى فإن بضعة آلاف من جنود البوشناق المتبقين في سربرينيتسا لم يبدوا مقاومة تذكر لأن أفضل وحداتهم تدريبا قد تخلت بالفعل عن المدينة. ومما زاد الطين بلة أن جنود حفظ السلام الهولنديين صادروا أسلحتهم. عندما طالب البوشناق بإعادة أسلحتهم إليهم رفض الهولنديون ذلك. ونتيجة لذلك حاولت القوات البوسنية منع الانسحاب الهولندي في مواجهة هجوم صرب البوسنة والهرسك واحتجز البوشناق أكثر من 100 جندي هولندي كرهائن في محاولة يائسة لمنعهم من المغادرة. وفي وقت لاحق قُتل جندي هولندي من قوات حفظ السلام بعد أن ألقى جندي بوسني قنبلة يدوية على ناقلة جنود مدرعة. ثم طالب الهولنديون الناتو بقصف مواقع الصرب حول المدينة لكن تم تجاهل طلباتهم. مع عدم وجود مقاومة من البوشناق تقريبا قصف جيش جمهورية صرب البوسنة سربرينيتسا بقصف بالمدفعية في 9 و 10 يوليو. في 11 يوليو دخل جيش جمهورية صرب البوسنة البلدة. كما حدث أخذ ملاديتش حوالي ثلاثين جنديا هولنديا كرهائن. ثم فر حوالي 3000-4000 من المدنيين البوسنيين إلى مجمع الأمم المتحدة في بوتوتشاري حيث فصل جيش جمهورية صرب البوسنة جميع الرجال الذين تتراوح أعمارهم بين 14 و 70 عاما وتم نقل الجزء الأكبر منهم بالشاحنات إلى براتوناك المجاورة التي يسيطر عليها الصرب. تم الاستيلاء على أفراد الكتيبة الهولندية الذين حاولوا ملاحقتهم من قبل جيش جمهورية صرب البوسنة جنبا إلى جنب مع مركبات الأمم المتحدة وبعض الأزياء الرسمية والأسلحة والمعدات الأخرى. في حين توقع ملاديتش أن تعيد الفرقة 28 من جيش جمهورية البوسنة والهرسك تجميع صفوفها بالقرب من دونيي بوتوتشاري اختار رجال هذه الفرقة بدلا من ذلك الفرار إلى الأراضي التي يسيطر عليها البوسنيون. في 12 يوليو علم الصرب أن غالبية رجال البلدة قد فروا بالفعل من الجيب حيث فر 700-900 شرقا إلى صربيا و 300-850 فروا جنوبا إلى سيبا وهرب 10000-15000 شمالا إلى توزلا. من بين هؤلاء 10000-15000 كان هناك ما يقرب من 6000 من الجنود البوسنيين الفارين من بينهم 1000-1500 مسلحين. بحلول الوقت الذي تم فيه إعادة انتشار جيش جمهورية صرب البوسنة نجح حوالي 3000 جندي من طليعة الصف الأفضل تسليحا في الهروب إلى توزلا. تم تطويق 9000-12000 من البوشناق الذين بقوا من قبل وحدات جيش جمهورية صرب البوسنة وهاجموا بالمدفعية والمدرعات ونيران الأسلحة الصغيرة. روى عدد قليل نسبيا ممن نجوا من التجربة عدد البوشناق الذين أصيبوا بالذعر الذين انتحروا أو قتلوا بعضهم البعض في الظلام أو غرقوا أثناء محاولتهم عبور نهر جادار ولكن إلى حد بعيد استسلم الجزء الأكبر من الرجال بعضهم عن غير قصد لجيش جمهورية صرب البوسنة المتنكرين بخوذات وأزياء الأمم المتحدة المسروقة.
في منتصف نهار 11 يوليو وصلت طائرات الناتو الهولندية من إيطاليا وضربت دبابة صرب البوسنة والهرسك قبل إجبارها على وقف العمليات بعد أن هدد الجنرال ملاديتش بقتل كل من الجنود الهولنديين والسكان البوسنيين في سربرينيتسا ما لم يتم وقف الضربات الجوية. بعد ظهر ذلك اليوم قام ملاديتش برفقة الجنرال شيفانوفيتش (قائد فيلق درينا آنذاك) والجنرال كرستيتش (نائب القائد ورئيس أركان فيلق درينا آنذاك) وضباط آخرين من صرب البوسنة والهرسك بنزهة منتصرة عبر شوارع المدينة المهجورة من سربرينيتسا. التقط هذه اللحظة الصحفي الصربي زوران بيتروفيتش بيروتشاناك في الفيلم. وقف ملاديتش أمام كاميرات التلفزيون قبل أن يعلن أن سربرينيتسا «عادت إلى الصرب إلى الأبد». في وقت لاحق شرب توم كاريمانز قائد القوات الهولندية في البلدة نخبا مع ملاديتش تم تصويره للتلفزيون الصربي. لكن بعيدا عن الكاميرا حذر ملاديتش كارمان من أن مجمع الأمم المتحدة في بوتوتشاري حيث تجمع آلاف اللاجئين البوسنيين سيقصفه جيش جمهورية صرب البوسنة إذا عادت طائرات الناتو إلى الظهور.

## فيما بعد

### مذبحة سربرينيتسا

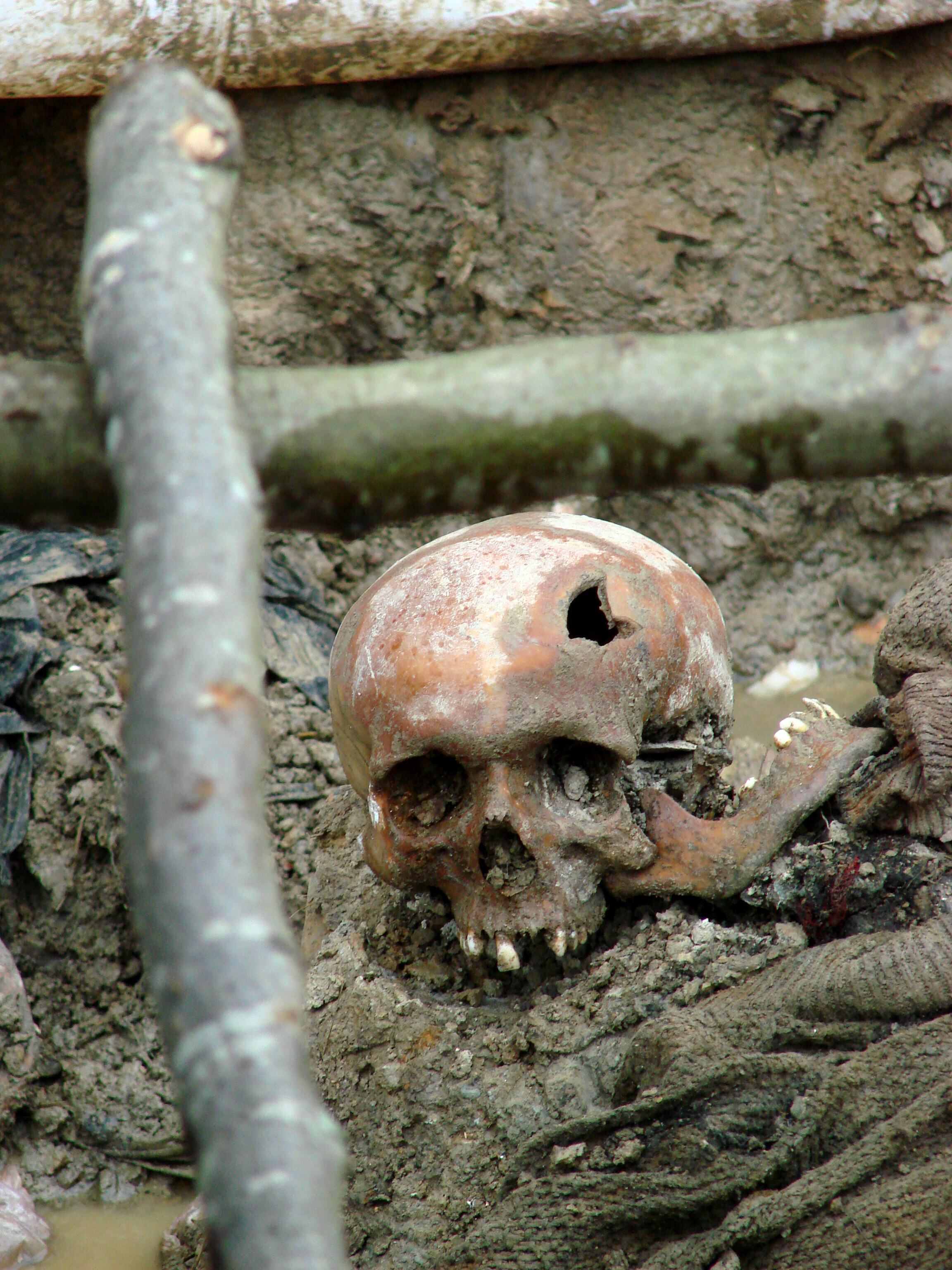
جمجمة ضحية مذبحة سريبرينيتسا في يوليو 1995. مقبرة جماعية تم استخراجها خارج قرية بوتوكاري بالبوسنة والهرسك، يوليو 2007.

في 12 يوليو بدأت الحافلات في الوصول لنقل النساء والأطفال البوسنيين إلى الأراضي التي يسيطر عليها البوشناق بينما ساعدت القوات الهولندية القوات الصربية البوسنية في فصل جميع الرجال الذين تتراوح أعمارهم بين 15 و 65 عاما. قُتل بعض الرجال أو تعرضوا للضرب على الفور بينما تعرضت النساء للاغتصاب.
أعقب سقوط البلدة مذبحة للسجناء الذين تم أسرهم من قبل قوات جيش جمهورية صرب البوسنة واللاجئين المدنيين الذين سلمتهم قوات الكتيبة الهولندية إلى جيش جمهورية صرب البوسنة بعد أن لجأوا إلى قاعدة الكتيبة الهولندية في بوتوتشاري. كانت المحكمة الابتدائية للمحكمة الجنائية الدولية ليوغوسلافيا السابقة مقتنعة بأن العدد الإجمالي الذي تم تنفيذه كان على الأرجح في حدود 7000 إلى 8000. تم التخلص من الجثث في مقابر جماعية لا تحمل علامات وأعيد فتحها فيما بعد واختلطت محتوياتها ونقلها إلى مكان آخر. وأكدت المحكمة الجنائية الدولية ليوغوسلافيا السابقة أن عمليات القتل وإخفائها التي نُفِّذت بطريقة منظمة ومنهجية كانت جريمة إبادة جماعية وفقا لاتفاقية الأمم المتحدة لمنع جريمة الإبادة الجماعية والمعاقبة عليها.
على سبيل المثال في 14 يوليو 1995 نُقل سجناء من براتوناك بالحافلات شمالا إلى مدرسة في قرية بيليكا شمال زفورنيك. كما هو الحال في مرافق الاحتجاز الأخرى لم يكن هناك طعام أو ماء وتوفي العديد من الرجال في صالة الألعاب الرياضية بالمدرسة بسبب الحرارة والجفاف. احتُجز الرجال في مدرسة بيليكا لمدة ليلتين. في 16 يوليو 1995 باتباع نمط مألوف الآن تم استدعاء الرجال للخروج من المدرسة وتحميلهم في حافلات وأيديهم مقيدة خلف ظهورهم. ثم اقتيدوا إلى مزرعة برانيفو العسكرية حيث تم اصطفاف مجموعات من 10 أفراد وإطلاق النار عليهم بشكل منهجي.
قال أحد الناجين:
درازين إرديموفيتش الذي اعترف بقتل ما لا يقل عن 70 بوسنيا كان عضوا في مفرزة التخريب العاشرة التابعة لجيش جمهورية صرب البوسنة (وحدة تابعة لهيئة الأركان الرئيسية) وشارك في الإعدام الجماعي. مثل إرديموفيتش كشاهد إثبات وأدلى بشهادته: «أمر الرجال الذين أمامنا بإدارة ظهورهم. وعندما أدار هؤلاء الرجال ظهورهم إلينا أطلقنا عليهم النار. وأمرنا بإطلاق النار».
قال إرديموفيتش إن جميع الضحايا باستثناء شخص واحد كانوا يرتدون ملابس مدنية وأنهم باستثناء شخص واحد حاول الفرار لم يبدوا أي مقاومة قبل إطلاق النار عليهم. في بعض الأحيان كان الجلادون قساة بشكل خاص. وعندما تعرف بعض الجنود على معارفهم من سربرينيتسا قاموا بضربهم وإهانتهم قبل قتلهم. كان على إردموفيتش إقناع زملائه الجنود بالتوقف عن استخدام مدفع رشاش في عمليات القتل وبينما أصابت الأسرى إصابات قاتلة فإنها لم تسبب الموت على الفور وأطالت معاناتهم. قُتل ما بين 1000 و 1200 رجل خلال ذلك اليوم في موقع الإعدام هذا. صور جوية التقطت في 17 يوليو 1995 لمنطقة حول مزرعة برانييفو العسكرية تظهر عددا كبيرا من الجثث ملقاة في الحقل بالقرب من المزرعة بالإضافة إلى آثار الحفار الذي جمع الجثث من الحقل. شهد إردموفيتش أنه في حوالي الساعة 15:00 يوم 16 يوليو 1995 بعد أن انتهى هو وزملاؤه من الكتيبة العاشرة للتخريب من إعدام السجناء في مزرعة برانييفو العسكرية قيل لهم أن هناك مجموعة من 500 سجين بوسني من سربرينيتسا يحاولون الهروب من نادي دوم كولتورا القريب. رفض إردموفيتش والأعضاء الآخرون في وحدته تنفيذ أي عمليات قتل أخرى. ثم طلب منهم حضور اجتماع مع المقدم في مقهى في بيليكا. سافر إردموفيتش وزملاؤه إلى المقهى حسب الطلب وبينما كانوا ينتظرون سمعوا أصوات طلقات نارية وقنابل يدوية تنفجر. استمرت الأصوات حوالي 15-20 دقيقة وبعدها دخل جندي من براتوناك المقهى لإبلاغ الحاضرين أن «كل شيء انتهى».
لم يكن هناك ناجون لشرح ما حدث بالضبط في دوم كولتورا. بعد أكثر من عام كان لا يزال من الممكن العثور على دليل مادي على هذه الفظائع. كما هو الحال في كرافيكا تم العثور على العديد من آثار الدم والشعر وأنسجة الجسم في المبنى مع تناثر الخراطيش والقذائف في جميع أنحاء الطابقين. كما يمكن التأكد من استخدام المتفجرات والرشاشات. تم العثور على رفات بشرية وممتلكات شخصية تحت المنصة حيث كان الدم يسيل من خلال ألواح الأرضية.
كان طريق شانكاري 12 موقعا لإعادة دفن ما لا يقل عن 174 جثة تم نقلها هنا من المقبرة الجماعية في مزرعة برانييفو العسكرية. ولم يكن هناك سوى 43 مجموعة كاملة من الرفات أثبت معظمها أن الموت قد حدث نتيجة إطلاق نيران البنادق. من بين 313 من أجزاء الجسم المختلفة التي تم العثور عليها ظهرت على 145 جروح ناجمة عن أعيرة نارية من المحتمل أن تكون قاتلة.

### الخسائر
بعد حرب البوسنة والهرسك وثق كتاب الموتى البوسني 9377 حالة وفاة عنيفة بين المقاتلين والمدنيين من جميع الأعراق التي حدثت في بلدية سربرينيتسا من عام 1992 إلى عام 1995. أثبت مجلس الدفاع الإقليمي أن ما لا يقل عن 5233 من المدنيين البوسنيين المسلمين قتلوا في سربرينيتسا خلال الحرب. تشير معظم التقديرات إلى أن عدد الرجال والفتيان البوسنيين الذين قتلوا في مذبحة يوليو 1995 بأكثر من 8000 وقائمة البوشناق الذين قُتلوا خلال هذه الفترة التي جمعتها اللجنة الفيدرالية البوسنية للمفقودين تحتوي على 8372 اسما. في عام 2003 كان الصرب يشكلون 95 بالمائة من سكان بلدية سربرينيتسا.

### لوائح الاتهام والمحاكمات
في محاكمته وجدت المحكمة الجنائية الدولية ليوغوسلافيا السابقة الجنرال راديسلاف كرستيتش في جيش جمهورية صرب البوسنة أنه الشخص الذي أدار في المقام الأول عملية كريفايا 95 اعتبارا من 6 يوليو فصاعدا على الأقل حتى وصول راتكو ملاديتش في 9 يوليو. قررت المحكمة الجنائية الدولية ليوغوسلافيا السابقة أن الهدف الأولي لعملية كريفايا 95 كان «تقليص المنطقة الآمنة التي تحميها الأمم المتحدة في سربرينيتسا إلى قلبها الحضري» كخطوة نحو «الهدف الأكبر لجيش جمهورية صرب البوسنة المتمثل في إغراق السكان البوسنيين في أزمة إنسانية وفي نهاية المطاف القضاء على الجيب» وبعد سقوط المنطقة المحيطة صدرت أوامر لقوات جيش جمهورية صرب البوسنة بالاستيلاء على المدينة نفسها. وجدت المحكمة الجنائية الدولية ليوغوسلافيا السابقة أن كرستيتش مذنب بالمشاركة في خطتين إجراميتين في البداية للتطهير العرقي لجيب سربرينيتسا من جميع المدنيين البوسنيين ثم قتل الرجال في سن الجيش في سربرينيتسا فيما بعد. وأدين بجرائم القتل والاضطهاد والمساعدة والتحريض على الإبادة الجماعية.
في 31 مايو 2007 تم القبض على زدرافكو توليمير الهارب منذ فترة طويلة والجنرال السابق في جيش جمهورية صرب البوسنة المتهم من قبل المدعي العام للمحكمة الجنائية الدولية ليوغوسلافيا السابقة بتهم الإبادة الجماعية المتعلقة بسربرينيتسا. في 12 ديسمبر 2012 أدين توليمير بارتكاب جريمة الإبادة الجماعية وحكم عليه بالسجن مدى الحياة.
في مايو 2011 تم القبض على جنرال جيش جمهورية صرب البوسنة راتكو ملاديتش في قرية في شمال صربيا من قبل ثلاث وحدات خاصة من قوات الأمن الصربية. في العام التالي بدأت محاكمته أمام المحكمة الجنائية الدولية ليوغوسلافيا السابقة في لاهاي بتهم تتعلق بمشاركته كقائد لجيش جمهورية صرب البوسنة في مؤامرة إجرامية لارتكاب الإبادة الجماعية في سربرينيتسا.
في عام 2010 أدين سبعة من كبار قادة جيش جمهورية صرب البوسنة بجرائم مختلفة تتعلق بالإبادة الجماعية في سربرينيتسا بما في ذلك ليوبيشا بيارا وفويادين بوبوفيتش الذين أدينوا بالتآمر لارتكاب الإبادة الجماعية وارتكابها. أدين دراغان نيكوليتش بمساعدة وتحريض على الإبادة الجماعية. رئيس صربيا السابق سلوبودان ميلوسيفيتش اتهم أيضا بالإبادة الجماعية في عدد من البلديات البوسنية بما في ذلك سربرينيتسا.

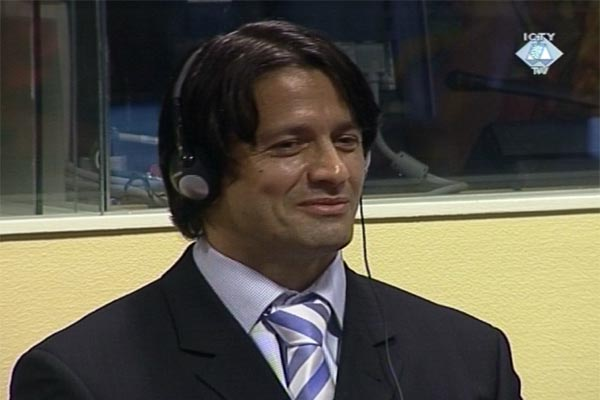
القائد ناصر أوريتش، في الصورة هنا في عام 2007، قاد القوات البوسنية في جيب سربرينيتسا من 1992 إلى 1995.

في عام 2016 أدانت المحكمة الجنائية الدولية ليوغوسلافيا السابقة رادوفان كاراديتش بارتكاب جرائم حرب وجرائم ضد الإنسانية والإبادة الجماعية في جيب سربرينيتسا وحكمت عليه بالسجن 40 عاما.
أقر مومير نيكوليتش الذي شغل منصب مساعد رئيس الأمن والاستخبارات في لواء براتوناك التابع لجيش جمهورية صرب البوسنة بالذنب بارتكاب جرائم ضد الإنسانية أمام المحكمة الجنائية الدولية ليوغوسلافيا السابقة وحُكم عليه بالسجن لمدة 20 عاما. جنبا إلى جنب مع جندي سابق آخر في جيش جمهورية صرب البوسنة الذي اعترف بالذنب درازين إرديموفيتش أدلى بشهادته أمام المحكمة الجنائية الدولية ليوغوسلافيا السابقة ضد كاراديتش وملاديتش وبيرا وقدم معلومات قيمة حول التنفيذ والجدول الزمني للمذبحة.
أخيرا في 22 نوفمبر 2017 حُكم على الجنرال راتكو ملاديتش بالسجن مدى الحياة.
ألقت قوة تحقيق الاستقرار القبض على القائد البوسني ناصر أوريتش في أبريل 2003 وسلمته إلى المحكمة الجنائية الدولية ليوغوسلافيا السابقة التي وجهت إليه تهمة «القتل والمعاملة القاسية» لسجناء صرب البوسنة والهرسك فضلا عن الحرق والنهب لحوالي خمسين قرية صربية من 1992 إلى 1995. في عام 2006 أدين أوريتش بالفشل في منع إساءة معاملة سجناء جيش جمهورية صرب البوسنة المحتجزين في سربرينيتسا بين سبتمبر 1992 ومارس 1993. ولكن تمت تبرئة القائد العسكري البوسني السابق من جميع التهم الأخرى بما في ذلك التورط المباشر في عمليات القتل والمسؤولية عن «التدمير الوحشي» لمنازل الصرب وممتلكاتهم لأن المحكمة الجنائية الدولية ليوغوسلافيا السابقة لم تستطع إثبات أن أوريتش نفسه مارس سيطرة كافية على المداهمات لتبرير إدانته بمسؤولية القيادة عن الفظائع. حُكم عليه بالسجن لمدة عامين لكن أطلق سراحه على الفور لأنه قضى بالفعل ثلاث سنوات خلف القضبان. كما ألغيت إدانة أوريتش لمدة عامين لاحقا في يوليو 2008 من قبل محكمة الاستئناف التي قضت بأن «المتطلبات القانونية لإثبات المسؤولية الجنائية لأوريتش لم يتم الوفاء بها».